# Schorndorf
Schorndorf este un oraș din landul Baden-Württemberg, Germania.

## Personalități născute aici
- Sven Ulreich (n. 1988), fotbalist.